# West End (musikgruppe)
 For alternative betydninger, se West End (London).
West End er en House/Pop-gruppe fra Storbritannien.